# Южаково (Алтайский край)
Южаково — село в Троицком районе Алтайского края. Входит в состав Южаковского сельсовета.

## География
Село находится на берегах реки Боровлянка (приток Большой Речки). Абсолютная высота — 208 м над уровнем моря.
Климат
Климат характеризуется как континентальный, с продолжительной холодной зимой и коротким тёплым летом. Средняя температура самого тёплого месяца (июля) составляет 19 °С. Средняя температура самого холодного месяца (января) — −18 °С (абсолютный минимум — −50 °С). Годовое количество осадков — 300—350 мм. Продолжительность периода с устойчивым снежным покровом составляет 160 −170 дней.

## История
Основано в 1879 году. В 1926 году в деревне имелось 415 хозяйств и проживало 1835 человек (854 мужчины и 981 женщина). В национальном составе населения того периода преобладали русские. В административном отношении являлась центром Южаковского сельсовета Больше-Реченского района Бийского округа Сибирского края.

## Население
| 1926 | 1997 | 1998 | 1999 | 2000 | 2001 |
| ---- | ---- | ---- | ---- | ---- | ---- |
| 1835 | ↘149 | ↘134 | ↗145 | ↘135 | ↘127 |
| 2002 | 2003 | 2004 | 2005 | 2006 | 2007 |
| ↘125 | ↘121 | →121 | ↘119 | ↘109 | ↘104 |
| 2008 | 2009 | 2010 | 2011 | 2012 | 2013 |
| ↘101 | ↘94  | ↘81  | ↘80  | ↘78  | ↘75  |

Национальный состав
Согласно результатам переписи 2002 года, в национальной структуре населения русские составляли 98 %.